# Abzinsungspapier
Ein Abzinsungspapier ist ein verzinstes Wertpapier, dessen Zinserträge nicht während der Laufzeit, sondern erst am Ende dieser gezahlt werden. Dies kann aus steuerlichen Gründen interessant sein, da die Zinsen nicht jedes Jahr, sondern nur einmal zu versteuern sind. Bei Fälligkeit wird das Papier zum Nennwert zurückgezahlt, der Emissionswert liegt also unterhalb des Nennwerts. Der Zinssatz steht bereits zum Zeitpunkt der Emission fest.
Zu den Abzinsungspapieren gehören u. a. Bundesschatzbriefe, Zerobonds und einige Arten von Sparbriefen. 
Beispielrechnung
Annahme:
Nennwert 10.000 €;
Zinssatz 4 % p. a.;
5 Jahre Laufzeit.
| Laufzeitjahr | Zinssatz p. a. | Verzinster Betrag | Zinsertrag | Auszahlung |
| ------------ | -------------- | ----------------- | ---------- | ---------- |
| 1            | 4 %            | 8.219,27 €        | 328,77 €   | 0 €        |
| 2            | 4 %            | 8.548,04 €        | 341,92 €   | 0 €        |
| 3            | 4 %            | 8.889,96 €        | 355,60 €   | 0 €        |
| 4            | 4 %            | 9.245,56 €        | 369,82 €   | 0 €        |
| 5            | 4 %            | 9.615,38 €        | 384,62 €   | 10.000 €   |

(vergleiche: Aufzinsungspapier)